# Komitat Heves (historisch)
Das Komitat Heves (deutsch selten auch Komitat Hewesch; ungarisch Heves vármegye, lateinisch comitatus Hevesiensis) war eine Verwaltungseinheit im Zentrum des Königreichs Ungarn. Verwaltungssitz war Eger.
Das Gebiet liegt im heutigen Nordungarn auf der Fläche des heutigen Komitats Heves, war allerdings etwas größer als dieses.

## Lage

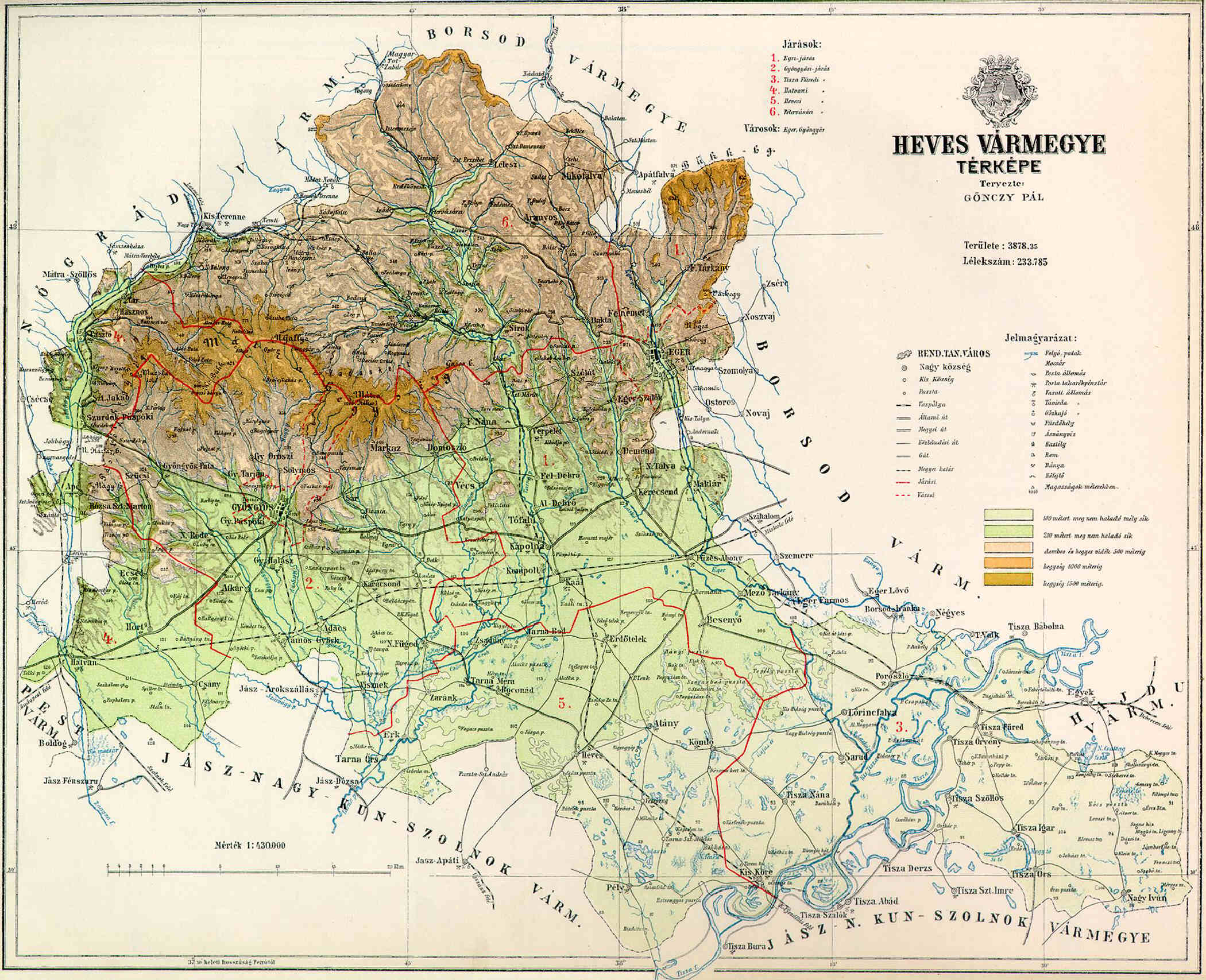
Karte des Komitats Heves um 1890

Das Komitat grenzte an die Komitate Pest-Pilis-Solt-Kiskun, Neograd (Nógrád), Gemer und Kleinhont (Gömör és Kis-Hont), Borsod, Hajdú und Jász-Nagykun-Szolnok. Es lag zwischen dem Mátra-Gebirge und dem Bükk-Gebirge im Nordwesten und dem Fluss Theiß im Südosten.

## Geschichte
Das Komitat entstand im 13. Jahrhundert und bestand in dieser Form bis zur großen Komitatsreform 1950. 1596–1687 war es von den Türken besetzt. 1950 wurde im Zuge der großen Komitatsreform das Gebiet um Pásztó dem Komitat Nógrád zugeteilt, ebenso kam die linke Uferseite der Theiß (um Tiszafüred) an das Komitat Jász-Nagykun-Szolnok. Im Gegenzug kamen Gebiete bei Eger vom Komitat Borsod-Abaúj-Zemplén hinzu. Siehe weiter unter Komitat Heves.

## Bezirksunterteilung

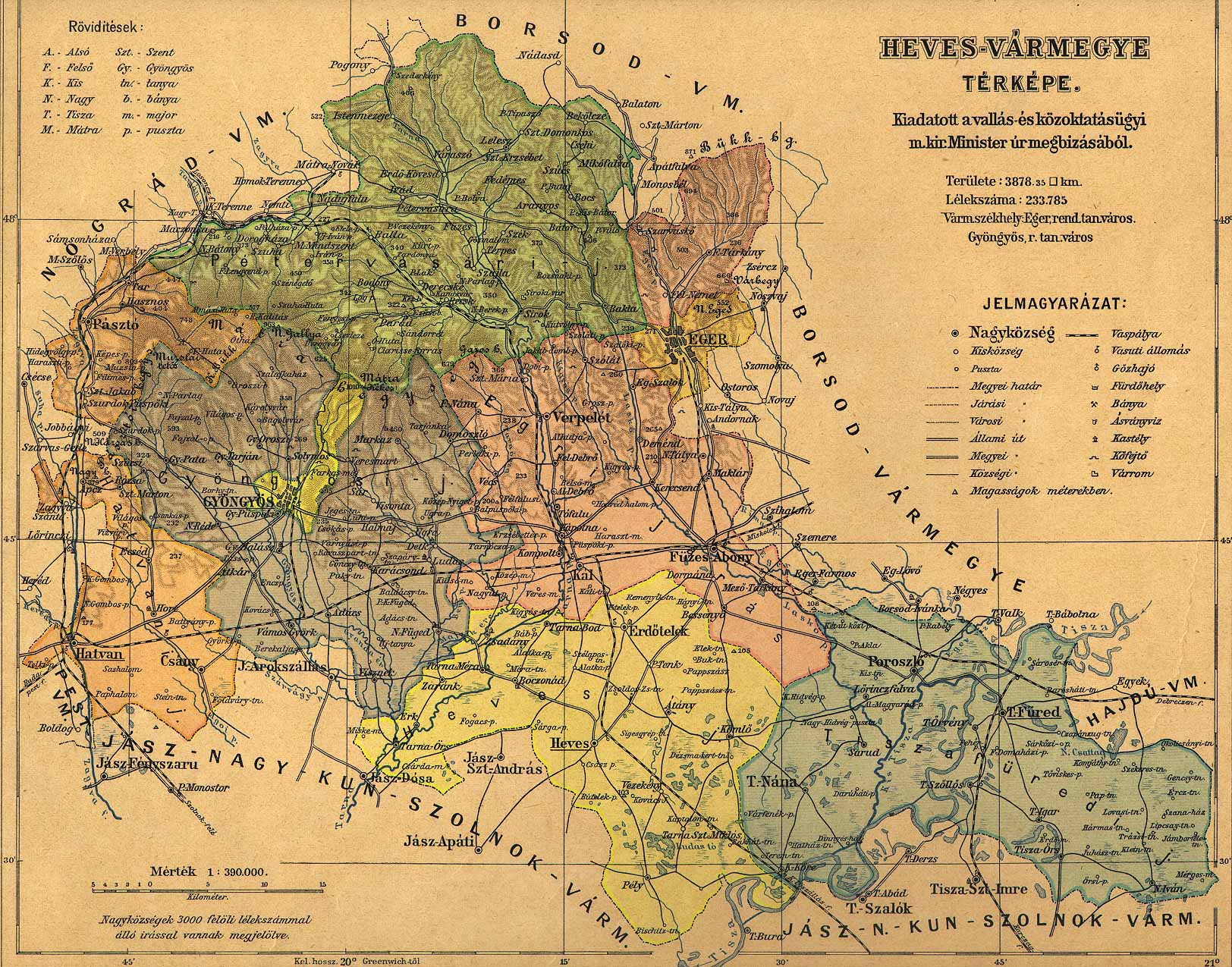
Administrative Karte

Im frühen 20. Jahrhundert bestanden folgende Stuhlbezirke (meist nach dem Namen des Verwaltungssitzes benannt):
| Stuhlbezirke (járások)                   | Stuhlbezirke (járások) |
| Stuhlbezirk                              | Verwaltungssitz        |
| ---------------------------------------- | ---------------------- |
| Eger                                     | Eger                   |
| Gyöngyös                                 | Gyöngyös               |
| Hatvan                                   | Hatvan                 |
| Heves                                    | Heves                  |
| Pétervására                              | Pétervására            |
| Tiszafüred                               | Tiszafüred             |
| Stadtbezirke (rendezett tanácsú városok) |                        |
| Eger                                     |                        |
| Gyöngyös                                 |                        |

Alle genannten Orte liegen im heutigen Ungarn.